# Moderówka
Moderówka – wieś w Polsce położona w województwie podkarpackim, w powiecie krośnieńskim, w gminie Jedlicze.

## Położenie
Wieś położona jest przy drodze wiodącej z Krosna do Jasła w odległości 10 km na północny zachód od Jedlicza. Wieś leży na rozległej równinie środkowego pasa Dołów Jasielsko-Sanockich, przy granicy z gminą Jasło. Moderówka stanowi dużą wieś liczącą około 300 gospodarstw na obszarze ok. 900 ha. Miejscowość zamieszkuje ponad l 300 mieszkańców.

## Części wsi
| SIMC    | Nazwa     | Rodzaj     |
| ------- | --------- | ---------- |
| 0353610 | Białkówka | przysiółek |
| 0353626 | Budzisz   | przysiółek |
| 0353589 | Czekaj    | część wsi  |
| 0353595 | Dębina    | część wsi  |
| 0353603 | Pasze     | część wsi  |

## Historia
Na terenie Moderówki po II wojnie światowej dokonano wiele znalezisk archeologicznych od pradziejów, aż do wczesnego średniowiecza. Łącznie znajduje się tu aż jedenaście stanowisk archeologicznych, w tym trzy bardzo cenne z okresu pradziejów, epoki brązu i żelaza oraz wczesnego średniowiecza. Świadczy to o bytowaniu tu człowieka od tysiącleci.
Pierwsze wiadomości pisane o Moderówce pochodzą z 1229 roku. Osada wspólnie z sąsiednią Chrząstówką stanowiła jedną wieś, wchodzącą w skład dóbr ziemskich opactwa Benedyktynów z Tyńca. W 1388 roku opat tyniecki Jan odnowił Chrząstowi spalony dokument na sołectwo w Moderówce i jej lokację, oznaczając również granice miejscowości. Wynika z tego, że miejscowość w tym czasie przeniesiona została na prawo magdeburskie i wyłączona z Chrząstówki jako oddzielna miejscowość.
Wsią rycerską stała się Moderówka w czasach panowania Kazimierza Wielkiego, prawdopodobnie wówczas, gdy król przejął jasielski klucz dóbr benedyktynów. W pierwszej połowie XV stulecia Moderówka należała już do rodziny Szebieńskich. Jako jej dziedzic występował wtenczas Henryk Szebieński z Moderówki. Obok niego w tym czasie dokumenty wymieniają Klemensa i Andrzeja tego samego nazwiska. W drugiej połowie XV wieku występują: Sąd, Mikołaj, Jan, Jakub, Stanisław i Piotr, określani jako bracia niedzielni, dziedzice Moderówki i Zimnej Wody. W r. 1444 należy do szlachcica Piotra Sanda. W 1459 roku właścicielem Białkówki był Mikołaj Białkowski i od jego nazwiska pochodzi najprawdopodobniej nazwa – Białkówka. Po nich widocznie Moderówka znalazła się w rękach Mikołaja Dołubieńskiego, zmarłego bezpotomnie. Na skutek tej śmierci król nadał wieś Kasprowi Mniszchowi. Ród Mniszchów przybył do Polski z miejscowości Kończyce Wielkie na Morawach, być może na skutek walk religijnych, jakie w tym czasie miały miejsce w Czechach i na Morawach. W Polsce Mniszchowie zaczęli robić szybką karierę. Kasper sprzedał wieś w 1553 roku Baltazarowi Dąbrowskiemu, a ten około 1581 roku Krzysztofowi Rupniowskiemu. Od 1596 roku Moderówka stała się własnością Jana Skotnickiego czyli do rodu Skotnickich, stanowiąc ich posiadłość do roku 1681. W tym roku Zofia ze Skotnickich Kalińska zapisała swojej córce Urszuli Moderówkę i Szebnie. W 1710 roku syn Urszuli z Kalińskiej Michał Dąbski wydzierżawił Moderówkę małżonkom Adamowi i Annie Wilkowskim. Kolejnym właścicielem Moderówki stał się Franciszek Moszczyński, który wykupił ją w roku 1743. Jeszcze w tym samym roku Moderówka przeszła jednak ma własność Dominika Lubienieckiego, następnie Antoniego Morskiego.
W XVII i XVIII wieku często zmieniali się dziedzice miejscowości. Byli nimi Kalinowscy, Wilkowscy, Moszczańscy i Lubienieccy. W tym czasie wieś niszczona była przez opisane najazdy szwedzkie, siedmiogrodzkie i stacjonujące w okolicy własne wojska komputowe. W latach 1702–1707 często trasą tą przechodziły oddziały szwedzkie, saskie, własne i rosyjskie cara Piotra I.
Pod zaborem austriackim Moderówka stanowiła dobrze zagospodarowaną wieś, należącą do Morskich, a później Gorayskich. Do wybitnych postaci należał August Gorayski, marszałek powiatu, przemysłowiec i finansista, działacz polityczny. Wzniesiono tu klasycystyczny dwór, założono park krajobrazowy. U schyłku XIX wieku Moderówka znalazła się przy linii kolejowej z Jasła do Rzeszowa, łączącej kolej transwersalną z tzw. koleją północną Kraków-Lwów-Tarnopol.
W 1848 roku wieś Moderówka stała się własnością mieszkających w niej rolników (Uwłaszczenie chłopów na ziemiach polskich. 
W czasie działań I wojny światowej, w maju 1915 roku krótko toczyły tu walki wojska austro-węgierskie VI Korpusu nacierające z Jasła na Krosno.
W okresie przed II wojną światową Moderówka należała już do gminy Jedlicze. Wieś liczyła wówczas 1063 mieszkańców. Przed wojną zbudowano tu lotnisko tzw. zapasowe dla krośnieńskiego lotniska. Stacjonowała na nim Podoficerska Szkoła Lotnicza dla małoletnich elewów. Pierwszego dnia wojny – 1 września 1939 r. o godz. 5:35 na „polskim niebie” w okolicy placówki Straży Granicznej w Grabiu pojawiły się niemieckie bombowce, które później zrzuciły bomby na lotniska w Moderówce i Krośnie. Ten atak powtórzyły po południu. Ofiary tych dwu nalotów z Moderówki pochowano na cmentarzu w Szebniach, a rannych przewieziono do szpitala jasielskiego. W wyniku obrażeń siedmiu z nich zmarło.
W czasie okupacji niemieckiej Lotnisko w Moderówce zostało rozszerzone i służyło podobnie jak krośnieńskie Niemcom. W miejscowym dworze zakwaterowana była podoficerska szkoła „Werkschutzu” – Ukraińska Szkoła Strażników Przemysłowych w Moderówce. Służyli w niej Ukraińcy. Komendantem szkoły był nacjonalista ukraiński Daroban, a jego zastępcą Władymir Najda, weterynarz pochodzący spod Przemyśla. W 1943 roku formacja ta wcielona została do SS „Galicien”. Pełnili oni służbę wartowniczą i porządkową obozu w Szebniach. 
Dokonywali też zbiorowych egzekucji w Dołach Bierowskich, Warzycach i Iwoniczu. Na terenie Moderówki istniała konspiracja zbrojna Armii Krajowej oddział partyzancji OP-15 Placówki „Jaśmin”. 
Niosła ona pomoc zbiegłym z obozu w Szebniach jeńcom z Armii Czerwonej. Prowadziła działalność wywiadowczą, związaną z działalnością lotniska. Brała udział w akcjach zbrojnych. W czasie wojny od września 1944 r. do stycznia 1945 r. zatrzymał się tu front radziecko-niemiecki.
Po wojnie nastąpił znaczny rozwój miejscowości, leżącej przy ruchliwej trasie komunikacyjnej. Powstało tu duże gospodarstwo „Pektowinu", długie lata będące w administracji IGLOOPOLu. Na pastwiska zamieniono dawne lotnisko, budując okólniki dla bydła. Na uwagę zasługuje tu piękny park krajobrazowy, stanowiący dawniej otoczenie nieistniejącego dziś dworu i stawy rybne. We wsi zachowało się też kilka zabytkowych domów drewnianych.
W latach 1975–1998 miejscowość administracyjnie należała do województwa krośnieńskiego.